# Ernest Oppenheimer

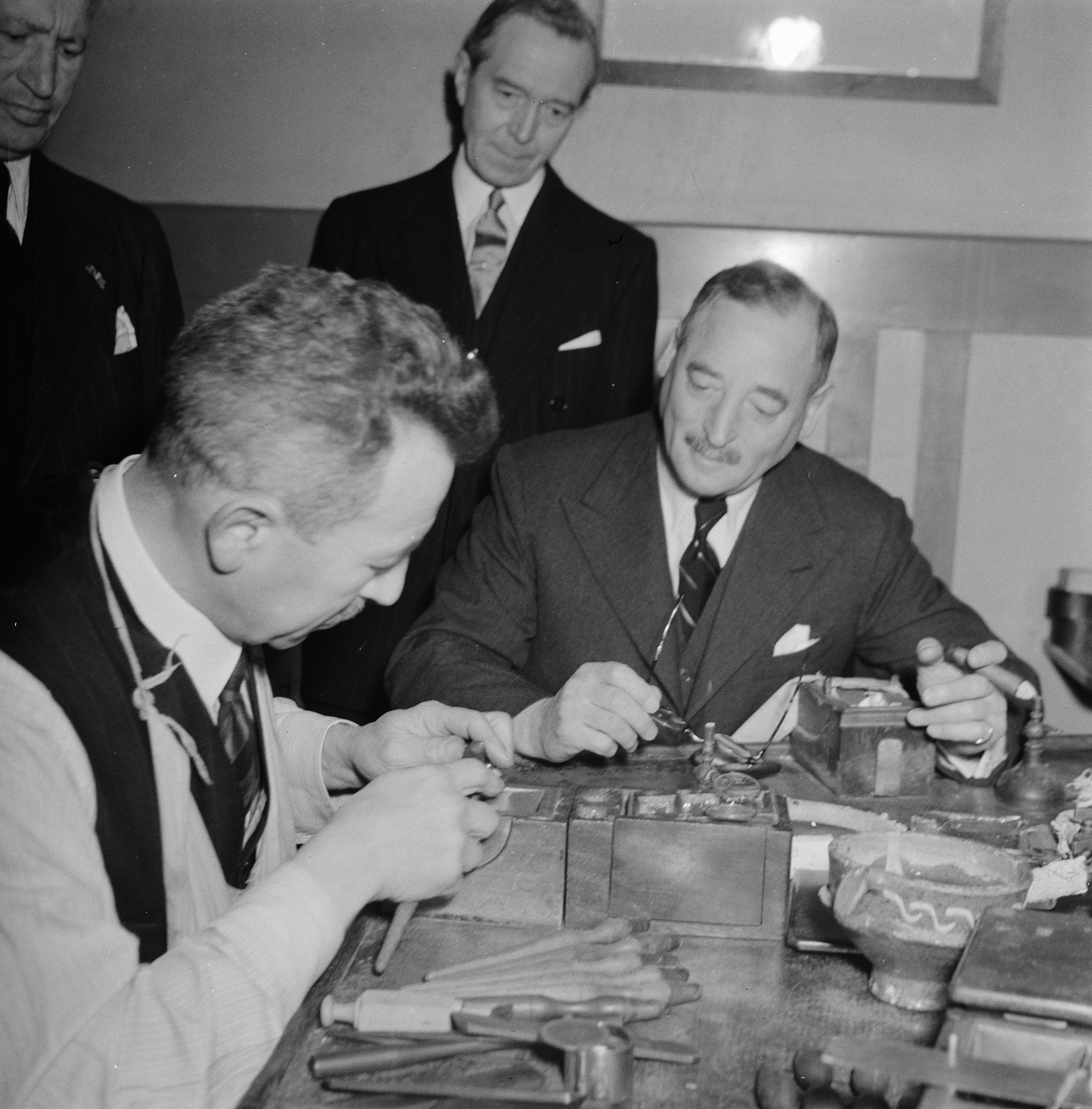
Ernest Oppenheimer (Amsterdam, 1945)

Ernest Oppenheimer, född 22 maj 1880 i Friedberg, Tyskland, död 1957; tyskfödd sydafrikansk industriman i gruvbranschen och filantrop. 
Han flyttade till Johannesburg, Sydafrika, där han 1917 grundade Anglo-American Corporation of South Africa, som på 1950-talet hade kontroll över 95 procent av världens diamantindustri.